# Рон Перлман
Роналд „Рон” Перлман (енгл. Ronald "Ron" Perlman; Њујорк, Њујорк; рођен, 13. априла 1950), амерички је филмски, телевизијски и гласовни глумац, најпознатији по улози Хелбоја у филмовима Хелбој и Хелбој 2: Златна војска, улози Клеја Мороа у ТВ серији Синови анархије, улози Рајнхарта у филму Блејд 2, као и гласу наратора у серијалу Фолаут пост-апокалиптичних игара.
Перлман је познат по широком дијапазону улога, у ранијој фази каријере често епизодних, неретко глумећи негативце или антихероје. 
Учествовао је у филмовима као што су Рат за ватру (1981), Име руже (1986), Полицијска академија 7: Мисија у Москви (1994), Град изгубљене деце (1995), Осми путник 4: Васкрснуће (1997), Звездане стазе: Немезис (2002), Возач (2011), Битка за Пацифик (2013), Стоунвол (2015), Алеја ноћних мора (2021) и другим.